# 뤼케 리
뤼케 리(Lykke Li, 1986년 3월 18일 ~ )는 스웨덴의 싱어송라이터, 모델이다. 2016년 밴드 LIV를 결성했다.

## 음반 목록
- Youth Novels (2008)
- Wounded Rhymes (2011)
- I Never Learn (2014)

## 출연 작품
- 송 투 송